# Little Don River
Little Don River är ett vattendrag i Storbritannien.   Det ligger i riksdelen England, i den centrala delen av landet, 240 km norr om huvudstaden London.